# Nowi pazar
Nowi pazar (bułg. Нови пазар) – miasto w Bułgarii; 13 tys. mieszkańców (2006).